# Бюке, Шарль Жозеф
Шарль Жозеф Бюке (фр. Charles Joseph Buquet; 1776—1838) — французский военный деятель, бригадный генерал (1812 год), барон (1808 год), участник революционных и наполеоновских войн.

## Биография
Родился в семье фермера и торговца Леопольда Бюке (фр. Léopold Buquet; 1744—1831) и его супруги Элизабет Перрен (фр. Elisabeth Françoise Perrin; 1747—1806). Его старший брат Луи также дослужился до звания бригадного генерала.
Начал военную карьеру 28 августа 1792 года солдатом 4-го батальона волонтёров департамента Вогезы. 1 октября 1792 года был определён в состав Вогезской армии генерала Кюстина. 12 февраля 1793 года избран младшим лейтенантом, и переведён в 93-ю пехотную полубригаду. 11 января 1794 года – лейтенант в 169-й линейной полубригаде. 28 июля 1794 года стал аджюданом. С 1794 по 1797 год служил при штабе генерала Клебера в Рейнской и Самбро-Маасской армиях, отличился при осадах Шпайера и Майнца, а также в боях на линиях Висамбура. 6 октября 1795 года получил звание капитана. 13 октября 1797 года переведён в 36-ю полубригаду линейной пехоты. С 20 апреля 1799 года исполнял обязанности адъютанта генерала Нея в Гельветической и Дунайской армиях.
28 июля 1800 года награждён чином командира батальона и 12 октября 1800 года переведён в состав 51-й линейной полубригады в Рейнской армии. 22 декабря 1803 года получил звание майора и был назначен заместителем командира 55-го полка линейной пехоты.
11 февраля 1805 года женился в Нанси на Анне Ламбер (фр. Anne Marguerite Lambert; 1780—1865), от которой имел сына и двух дочерей.
10 февраля 1807 года произведён Наполеоном в полковники и поставлен во главе 75-го полка линейной пехоты, который входил в состав 2-й бригады генерала Миньо 3-й пехотной дивизии генерала Леграна. 10 июня 1807 года получил пулевое ранение в сражении при Гейльсберге. Затем находился при взятии Кёнигсберга. 17 августа 1808 года полк покинул дивизию Леграна и отправился на Пиренейский полуостров в составе 1-й пехотной дивизии Себастьяни 4-го корпуса генерала. 28 июля 1809 года был ранен в сражении при Талавере и попал в плен к испанцам. 15 мая 1810 года сумел бежать с понтонов Кадиса вместе с 400 офицерами и 900 нижними чинами.
14 октября 1811 года был назначен командиром 30-го полка линейной пехоты. Полк входил в состав 3-й бригады генерала Бонами 1-й пехотной дивизии генерала Морана 1-го армейского корпуса маршала Даву. Принимал участие в Русской кампании, сражался при Смоленске и Бородино, где был тяжело ранен. После пленения генерала Боннами возглавил 3-ю бригаду и 23 сентября 1812 года произведён в бригадные генералы. 1 марта 1813 года назначен в состав 2-го наблюдательного корпуса Рейна. С 12 марта 1813 года служил в 3-м армейском корпусе. 21 мая 1813 года ранен в сражении при Баутцене. 15 августа 1813 года возглавил 2-ю бригаду 21-й пехотной дивизии 6-го корпуса. 28 декабря 1813 года занял пост военного коменданта Юлиха и с 16 января 1814 года руководил обороной крепости от войск союзников, совершив шесть вылазок – в направлении Юлихского леса, Картхауса, Кирхберга, Бурхайма, Альденховена и Бройха. 29 апреля 1814 года, на следующий день после получения известий об отречения Императора в Париже, поднял белый флаг и 4 мая 1814 года во главе оставшихся в живых 2500 французских солдат выступил во Францию с оружием, знамёнами и 9 артиллерийскими орудиями.
При первой Реставрации оставался с 1 сентября 1814 года без служебного назначения. Во время «Ста дней» присоединился к Императору и 30 марта 1815 года назначен военным комендантом Ландау. 28 июня 1815 года был назначен командующим департамента Вогезы. После второй Реставрации определён 1 августа 1815 года в резерв. 6 декабря 1830 года возвратился к активной службе в качестве командующего департамента Верхняя Сона. 31 августа 1831 года окончательно вышел в отставку.
Умер 14 апреля 1838 года в возрасте 61 года.

## Воинские звания
- Солдат (28 августа 1792 года);
- Младший лейтенант (12 февраля 1793 года);
- Лейтенант (11 января 1794 года);
- Капитан (6 октября 1795 года);
- Командир батальона (28 июля 1800 года);
- Майор (22 декабря 1803 года);
- Полковник (10 февраля 1807 года);
- Бригадный генерал (23 сентября 1812 года).

## Титулы

Герб барона

- Барон Бюке и Империи (фр. baron Buquet et de l'Empire; декрет от 19 марта 1808 года, патент подтверждён 11 августа 1808 года в Нанте)[2][3].

## Награды
Легионер ордена Почётного легиона (25 марта 1804 года)
 Офицер ордена Почётного легиона (11 июля 1807 года)
 Кавалер баденского ордена военных заслуг Карла-Фридриха (1809 год)
 Коммандан ордена Почётного легиона (29 июня 1813 года)
 Кавалер Военного ордена Святого Людовика (18 августа 1819 года)